# Białka (dopływ Dunajca)

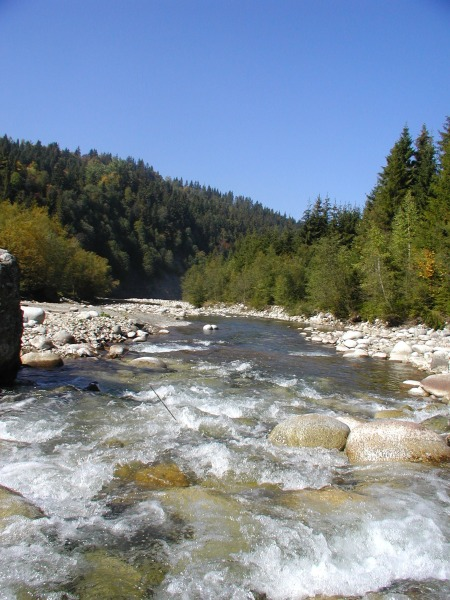
Białka w okolicach Jurgowa

Białka (słow. Biela voda) – rzeka w woj. małopolskim, prawy dopływ Dunajca. Powstaje w Tatrach na wysokości około 1090 m n.p.m. z połączenia Rybiego Potoku spływającego z polskiej części Tatr z Białą Wodą, spływającą ze słowackiej części Tatr. Następuje to u wylotu Doliny Białej Wody i Doliny Rybiego Potoku.
Słowacka nazwa Biela voda obejmuje Białkę razem ze źródłową Białą Wodą. Słowacy traktują je jako jeden ciek, którego dopływem jest Rybi Potok. Podobnie rzecz ma się z dolinami: Dolina Białki i Dolina Białej Wody obejmowane są wspólnym mianem Bielovodská dolina.

## Bieg rzeki
Rzeka na większości odcinków do dzisiaj zachowała swój naturalny, górski charakter i jest nieuregulowana. Od miejsca swojego powstania Białka płynie w kierunku północnym, stanowiąc w górnym odcinku (po ujście Jaworowego Potoku) granicę między Polską a Słowacją. Następnie spływa przez Pogórze Spisko-Gubałowskie i Kotlinę Orawsko-Nowotarską, na dużych odcinkach stanowiąc granicę między krainami historyczno-etnograficznymi – Podhalem i Spiszem. Wypływając na Kotlinę Orawsko-Nowotarską o bardzo małym spadku terenu, rzeka zwalnia bieg. Z niesionych z Tatr w czasie dużych przyborów wody granitowych kamieni tworzy kamieniste łachy. Opływając te łachy, nurt rzeki dzieli się na wiele łożysk, które po opłynięciu łach łączą się ponownie. Jednak poniżej Białki Tatrzańskiej jedno z tych łożysk (Młynówka) oddziela się całkowicie od Białki i samodzielnie uchodzi do Jeziora Czorsztyńskiego. Następuje to na wysokości 510–529 m n.p.m., w zależności od poziomu piętrzenia wody w zaporze czorsztyńskiej.
W środkowym biegu, pomiędzy Białką Tatrzańską a Krempachami rzeka tworzy przełom zwany Przełomem Białki pod Krempachami i będący rezerwatem przyrody. Jest to przełom epigenetyczny – bieg rzeki jest starszy niż dzisiejsza rzeźba tego terenu. Uchodzi do Jeziora Czorsztyńskiego. Białka tworzy naturalną granicę oddzielającą Pieniny od Kotliny Orawsko-Nowotarskiej, chociaż znajdująca się na jej lewym brzegu Kramnica związana jest geologicznie z Pieninami.

## Opis rzeki
Nazwa rzeki pochodzi od jasnych (białych) kamieni w korycie rzeki Są to przyniesione z Tatr Wysokich granity, podczas transportu przez rzekę obrobione na bochenkowate otoczaki. Rzeka ma długość 41 km (wraz ze źródłowym potokiem Biała Woda) i powierzchnię dorzecza 230 km².
Wody rzeki odznaczają się wysokim stopniem czystości. Z ryb żyją tu: pstrąg potokowy, lipień, troć jeziorowa, głowacz pręgopłetwy, strzebla potokowa; ponadto w przyujściowym odcinku ryby wstępujące z jeziora. Jest rzeką o wyjątkowych walorach estetycznych. Niemal na całej długości z obu stron otaczają ją lasy (przeważnie świerkowe). Rzece towarzyszy widok Tatr Bielskich, z Hawraniem na czele. Ze względu na dziki i słabo zurbanizowany charakter dolina rzeki stanowi korytarz ekologiczny pomiędzy sąsiednimi krainami.

## Większe dopływy
- lewe: Rybi Potok, Roztoka, Waksmundzki Potok, Zawierszański Potok, Brzegowski Potok, Pogórzański Potok, Odewsiański Potok, Kaniowski Potok, Czerwonka
- prawe: Biała Woda Białczańska, Jaworowy Potok, Suchy Potok, Jurgowczyk, Szynkowski Potok, Trybska Rzeka, Kiźlinkowy Potok[4].

## Wsie położone nad Białką
Jurgów, Bukowina Tatrzańska, Brzegi, Czarna Góra, Białka Tatrzańska, Trybsz, Krempachy, Dębno, Frydman, Nowa Biała.